# Guy Green
Guy Green (15 de noviembre de 1913 - 15 de septiembre de 2005) fue un director de cine, guionista y director de fotografía inglés. En 1946 ganó un Óscar como director de fotografía en la película Great Expectations. En 2002 la BAFTA le dio un Lifetime Achievement Award, y en 2004 fue nombrado Oficial de la Orden del Imperio Británico por su vida contribuyendo al cine británico.

## Biografía
Green nació en Frome, Somerset, Inglaterra. Comenzó a trabajar en el cine en 1929, convirtiéndose en un renombrado director de fotografía, y en miembro fundador de la British Society of Cinematographers. Green se convirtió en director de fotografía a tiempo completo a mediados de la década de 1940 trabajando en películas como Oliver Twist de David Lean en 1948.
Alrededor de 1955, Green se convirtió en director y se mudó a Hollywood alrededor de 1962. Entre sus películas como director se encuentran , S O S Pacific, junto a Pier Angeli, Eddie Constantine, John Gregson, Richard Attenborough, Eva Bartok, Jean Anderson y Clifford Evans (1959), A Patch of Blue (1965), The Angry Silence (1960) y The Mark (1961). Esta última fue nominada a una Palma de Oro en el Festival de Cannes.
Además de dirigir A Patch of Blue, Green también la escribió y la coprodujo. Luego de su muerte, su viuda Josephine le dijo a la agencia AP que esa cinta era su mayor orgullo.
Green murió en su casa de Beverly Hills de una insuficiencia cardíaca y renal a los 91 años de edad.

## Trabajos

### Filmografía seleccionada
- Sangre, sudor y lágrimas (1942, camarógrafo)
- One of Our Aircraft Is Missing (1942, camarógrafo)
- The Way Ahead (1944, director de fotografía)
- This Happy Breed (1944, camarógrafo)
- The Way to the Stars (1945, camarógrafo)
- Great Expectations (1946, director de fotografía)
- Oliver Twist (1948, director de fotografía)
- Captain Horatio Hornblower (1951, director de fotografía)
- The Story of Robin Hood and His Merrie Men (1952, director de fotografía)
- Lost (1955, director)
- Sea of Sand (1958, director)
- SOS Pacific (1959, director)
- The Angry Silence (1960, director)
- The Mark (1961, director)
- The Light in the Piazza (1962, director)
- 55 Days at Peking (1963, director, sin acreditar)
- Diamond Head (1963, director)
- A Patch of Blue (1965, director, guionista, productor)
- Pretty Polly (1967) (director)
- The Magus (1968, director)

## Premios y distinciones
Premios Óscar
| Año  | Categoría                          | Película      | Resultado |
| ---- | ---------------------------------- | ------------- | --------- |
| 1948 | Mejor fotografía en blanco y negro | Cadenas rotas | Ganador   |

Festival Internacional de Cine de Berlín
| Año  | Categoría                                                   | Película           | Resultado |
| ---- | ----------------------------------------------------------- | ------------------ | --------- |
| 1960 | Premio FIPRESCI                                             | El amargo silencio | Ganador   |
| 1960 | Premio OCIC                                                 | El amargo silencio | Ganador   |
| 1960 | Mejor largometraje adecuado para jóvenes. Mención de honor. | El amargo silencio | Ganador   |